# Fujiwara no Kurajimaro
Fujiwara no Kurajimaro (734 - 5 d'agost, 775), va ser un estadista, cortesà i polític japonès durant el període Nara.

## Biografia
Durant el regnat de l'Emperadriu Kōken (Shōtoku), va servir com a camarlenc i Izumo no Suke, i el 758, quan es van enviar enviats a cada província, Kuranoshitamaro va ser nomenat enviat a la província de Sanyo.
Al 7è any de Tenpyo-hoji (763) durant els darrers dies de l'era Junnin, va ser nomenat al rang de Cinquè Grau Junior i Shonagon. L'any següent, Tenpyo-hoji 8è (764), al gener, diversos governadors provincials van ser substituïts a diverses parts de la regió de Sanyo, i Kuranoshitamaro va ser transferit a un càrrec oficial local com a Bizen no Kami. Això va ser degut probablement a la intenció de Fujiwara no Nakamaro, que intentava resoldre la situació fent nous canvis de personal als funcionaris locals per fer front a l'escassetat d'aliments causada per la sequera que havia continuat a la regió de Sanyo des de l'any anterior. Tanmateix, com que va participar directament en la rebel·lió de Fujiwara no Nakamaro el mateix any, es creu que era un parent llunyà.
El setembre del mateix any, durant la rebel·lió de Fujiwara no Nakamaro, les forces de Nakamaro van fugir a la província d'Omi i van ser perseguides per l'exèrcit de l'emperador retirat Koken, ja que el general que va reprimir els bandits, va dirigir els seus soldats a proporcionar reforços hi participaran. Just quan els dos exèrcits estaven en un punt mort a Miozaki, al comtat de Takashima, província d'Omi, la situació va canviar ràpidament a favor de l'emperador retirat amb l'ajuda de Kuranoshitamaro, i aviat les forces de Nakamaro van ser completament aniquilades. Durant la rebel·lió, els únics aristòcrates que van dirigir directament els soldats i van lluitar contra l'exèrcit de Nakamaro van ser els germans Fujiwara no Sukunamaro i Kuranoshitamaro, i el resultat de la batalla va ser decidit pels reforços de Kuranoshitamaro. A causa d'aquest assoliment, va ser ascendit de Cinquè rang a Tercer rang d'una vegada, convertint-se en un dels primers dels seus germans de la família Ceremonial de Fujiwara a convertir-se en noble. A l'octubre del mateix any, va escortar l'emperador destronat Junnin (l'emperador destronat Awaji) al seu lloc d'exili.
El gener del primer any de l'era Tenpyo Jingo (765), va rebre l'Ordre de la Segona Classe pel seu servei meritori en la rebel·lió de l'any anterior. Al febrer, el Juto-e, que havia estat la base militar del bàndol de l'emperadriu Kōken durant l'anterior rebel·lió, es va reorganitzar i es va expandir al Konoe-fu, i Kuranoshitamaro va ser nomenat Konoe-taishō, el cap del govern. Sembla que l'emperador Shōtoku va confiar molt en ell [6] El primer any de l'era Jingo Keiun (767), es va convertir en l'inspector general tant de la província d'Iyo com de la província de Tosa.
Quan l'emperador Shōtoku va morir l'agost de 770, el ministre de l'Esquerra, Fujiwra no Nagate, i sis nobles de la cort més van decidir nomenar el príncep Shirakabe (després, emperador Kōnin) com a hereu imperial. Si bé hi havia molts nobles de la cort que no van participar en aquesta discussió, com el conseller mitjà Ōnakatomi no Kiyomaro, Kuranoshitamaro va ser l'únic que va participar, tot i que encara no era conseller. Es creu que va participar en això com a responsable dels afers militars, recolzat pel poder militar dels Konoe-fu, però Fujiwara no Sukunamaro, una figura central en el suport del príncep Shirakabe, va donar suport al clan Kibi, que va donar suport, els germans Fumie Jozo i Oichi. També s'opina que Kuranoshitamaro, que era el comandant en cap de la Guàrdia Imperial i tenia un èxit militar a la rebel·lió de Fujiwara no Nakamaro, va ser reclutat per oposar-se a Mabi (el comandant), cap de la Guàrdia Central) El setembre del mateix any, també esdevingué ministre de Guerra. El 771, també va exercir com a primer ministre del príncep hereu del príncep Oto, que esdevingué el príncep hereu, però l'any següent, 772, la mare del príncep Oto, l'emperadriu Inoue, va ser acusada de maleir l'emperador va ser deposada. Després de ser ascendit a Dazai no Sochi, va ser nomenat conseller l'any 774, 10 anys després que se li atorgués el rang de Tercer Grau Junior. Amb Yoshitsugu, un Naito no Yoshitsugu, convertint-se en el quart dels germans Shikiya a convertir-se en consellers, després dels consellers Tamaro i Momokawa, el sistema dirigit per Shikiya va arribar al seu zenit.
Va morir l'1 de juliol de 775. Va morir als 42 anys. El seu darrer rang oficial va ser Dazai Soshu i Junior Third Rank.

## Carrera oficial
Qualsevol cosa sense notes es basa en el Shoku Nihongi.

- Tenpyo Shoho 3 (751)[9] Data desconeguda: Uchi Toneri
- Tenpyo Shoho 7è any (755)[9] Data desconeguda: Júnior Sisè Grau Superior. Izumosuke
- Període desconegut: sisena posició
- Tenpyo Houji 2 (758) 5 de gener: Sanyo Road Inquiry and Hard Work
- Tenpyo Houji 7è any (763) 9 de gener: Cinquè rang júnior, Shonoagon
- Tenpyo Hoji 8 (764), 21 de gener: Bizen no Kami. 21 de setembre: Tercer Grau Júnior. 25 de setembre[10] Comandant de la Guàrdia Dreta
- Tenpyo Jingo Any 1 (765), 7 de gener: Orde del Tresor Sagrat, Segona Classe. 8 de febrer: General de la Guàrdia Imperial
- 20 de març de 767: Iyo-Tsuchiya-ni-koku Ansuryoshi, Konoe-shogun Sakyo-no-no-fu Nishinari
- 16 de setembre de 770: ministre de la Guerra 23 de gener de 771 (2n any de l'era Houki): príncep hereu i príncep Tato. 14 de maig: Dazai Sotxi
- 24 d'abril de 774 (5è any de l'era Hōki): Dazai no Sochi. 5 de maig: regidors
- 1 de juliol de 775 (6è any de l'era Houki): Mor (Conseller, Dazai no Sochi, Tercer Grau Junior)

## Genealogia
Basat en "Sonpi Bunmyaku".
- Pare: Fujiwara Ugo
- Mare: filla del mestre Saeki House (filla de Saeki Tokumaro)
- Esposa: Awata Rentouji[11] (filla d'Awata Bayou)
- Segon fill: Fujiwara no Nawanushi (760-817)
- Esposa: Reina Otokuni (filla del rei Sosu)
- Cinquè fill: Fujiwara no Tsunagu (763-847)
- Esposa: Desconeguda
- Fill gran:[2] Fujiwara no Munetsugu (c. 758-?)
- Home: Fujiwara no Tsunashi
- 9è fill: Fujiwara Kiyomoto (771-830)
- Masculí: Fujiwara Yasatsuna
- Nens amb mares biològiques desconegudes
- Masculí: Fujiwara Kiyonawa
- Dona: Fujiwara no Sister - Esposa de Fujiwara no Tsunatsugu
- Femení: habitació de Fujiwara Mayu